# Break of Dawn
Break of Dawn é o álbum de estréia da banda japonesa Do As Infinity lançado em 23 de Março de 2000 (Houve relançamentos em outros anos). Na época o grupo já estava muito famoso no Japão e Ásia; por esse motivo, a versão internacional do álbum conteve um bonus track Sariyuku Yuube (versão acústica) diferente da japonesa Oasis (versão acústica). Lançado em 23.03.2000, vendeu 320.000 cópias[carece de fontes?] e atingiu o 3º lugar no ranking da Oricon charts.

## Faixas do álbum
1. Break Of Dawn
2. Standing on the Hill
3. Oasis
4. Another
5. 心の地図
6. Heart
7. Raven
8. Welcome!
9. Painful
10. Tangerine Dream
11. Yesterday & Today